# Pups United
Pups United es una película estadounidense del género familiar de 2015, dirigida por Guy Distad, escrita por Nolan Pielak y Willem Wennekers, musicalizada por Ali Helnwein, en la fotografía estuvo Bryan Koss y protagonizada por las voces de Rob Schneider, Mark Silverman y Ashley Bornancin, entre otros. El filme fue realizado por Parkside Pictures y Hollywood Media Bridge; se estrenó el 15 de septiembre de 2015.

## Sinopsis
Una pandilla de canes parlantes tiene un objetivo, debe impedir que unos villanos saboteen la final de la Copa Mundial Juvenil de fútbol.